# دیشو، افغانستان
دیشو (به لاتین: Dishu) یک منطقهٔ مسکونی در افغانستان است که در ولسوالی دیشو واقع شده‌است. دیشو ۹٬۴۸۲ نفر جمعیت دارد و ۵۹۸ متر بالاتر از سطح دریا واقع شده‌است.